# Giáo hoàng Libêriô
Liberius (Tiếng Việt: Libêriô; Tiếng Anh: Liberius) là người kế nhiệm Giáo hoàng Julius I và là vị Giáo hoàng thứ 36 của Giáo hội Công giáo. Theo niên giám tòa thánh năm 1861 thì ông lên ngôi vào năm 352 và ở ngôi Giáo hoàng trong 14 năm, 4 tháng và 2 ngày. Niên giám tòa thánh năm 2003 xác định triều đại của ông kéo dài từ ngày 17 tháng 5 năm 352 cho tới ngày 24 tháng 9 năm 366.
Những cuộc tranh luận chống lạc giáo Arius tái diễn khiến nảy sinh việc bầu chọn Giáo hoàng giả Felix II. Felix II là người Rô-ma, ông đã tự lập làm Giáo hoàng trong thời gian Giáo hoàng Liberiô bị lưu đày từ năm 355 cho tới ngày 22 tháng 11 năm 365). Giáo hoàng Liberiô được cho rằng là người đã đặt móng xây đền thờ Đức Bà Cả, để ghi dấu địa điểm sau trận tuyết rơi ngày 15-8. Sau công đồng Sirmium, ông được đưa trở lại Rôma. Năm 358, ông đã nâng đỡ phản ứng của phái giống bản tính (Homéousiens) chống lại những người theo phái dị đồng (Anoméens) và khi trở về Tây phương ông đã góp phần vào việc đẩy lùi dứt khoát phái Ariô.

## Nhiệm kỳ giáo hoàng
Năm sinh và nơi sinh của ông rất khó xác định. Tuy nhiên truyền thống cho rằng ông sinh tại Roma, thuộc gia đình Savelli. Truyền thống cho rằng ông là người đầu tiên chỉ định Rôma là tông tòa. Truyền thống cho rằng chính Liberius là người đã ấn định ngày sinh của Đức Giêsu vào ngày 25 tháng 12.
Một truyền thuyết cho rằng Maria đã hiện ra với ông trong giấc mộng vào đêm 4 và 5 tháng 8, bảo ông xây dựng một nhà nguyện. Ngay đêm đó, theo lịch sử Giáo hội, đã có một trận tuyết rơi lạ lùng trên bảy ngọn đồi của Rôma. Hai năm sau, ông đã hoàn thành việc xây cất Vương cung thánh đường Đức Bà Cả. Đức Liberius xây dựng Vương cung thánh đường Santa Maria Maggiore.

## Lạc giáo Arius
Vào thời cai trị của ông những xung đột với bè phái Arius ngày càng căng thẳng. Năm 351, Constantinus triệu tập một công đồng tại Sirmium. Tại đây, một bản tuyên xưng đức tin được thông qua: "Chúng tôi tin một Thiên Chúa duy nhất là cha toàn năng và con một ngài, Chúa Giêsu Ky-tô, sinh bởi Chúa Cha từ trước muôn đời, Thiên Chúa bởi Thiên Chúa, Ánh sáng bởi Ánh sáng, bởi Người mà mọi vật được tạo thành.... Ngôi Lời và Khôn ngoan, Ánh sáng và Sinh lực". Giáo hoàng Liberius và thánh Athanasiô không nhìn nhận bản tuyên xưng có những danh từ không chính xác đó.
Ông kiên quyết tranh luận với Hoàng Đế Constantius về dị giáo. Vào năm 352, Constantinus tổ chức một công đồng ở Arles, dùng võ lực bắt ông và các Giám mục Công giáo kết án Athanasiô. Để phản đối, Giáo hoàng Liberius hội công đồng Milan. Cũng như ở Arles, Constantinus can thiệp bằng sức mạnh. Những Giám mục chống lại đều bị lưu đày, trong đó có Lucifer thành Cagliari, Eusebius thành Vercellis, Dionisius thành Milan, Osio thành Cordoba, Hilariô thành Poitiers. Giáo hoàng Liberius bị lưu đày đi Bêrea, xứ Thracia. Truyền thống khác cho rằng ngài bị Constantius lưu đày sang France, dân chúng Rôma xin ông trở về.
Bè Arius bắt đầu chia làm ba khuynh hướng: Phe thứ nhất dùng danh từ "anomoios", dạy rằng Chúa Con khác chúa Cha về bản tính. Phe thứ hai chủ trương Chúa Con giống Chúa Cha về bản tính nhưng không muốn dùng danh từ "homoousios" (đồng bản tính). Phe thứ ba dùng danh từ "homoios" (giống nhau) muốn làm trung gian giữa hai phe trên. Năm 358, phe "homoiousios" đã tổ chức công đồng Sirmium III: tuyên bố Chúa Con giống Chúa Cha về bản tính, và thuyết phục được Constantinus đồng thời bắt tay với Giáo hoàng Liberius. Giáo hoàng Liberius lúc đó đang sống lưu đày ở Bêria, được đưa tới Sirmium. Bị lôi cuốn, ông bằng lòng kết án những ai muốn lợi dụng danh từ homoousius để đưa lạc thuyết Sabellius trở lại và những người chủ trương Ngôi Con khác Ngôi Cha về bản tính.
Giáo hoàng Liberius đã rơi vào mưu kế của "homoiousios". Tuy nhiên, làm như vậy Đức Liberius không đi trái đạo lý Công giáo (xem Sozomène: Hist. Eccl.IV, 15,4-6). Công thức mà Liberius đã ký vào là công thức của cộng đồng Sirmium 351, trong đó ngài có ghi rằng mình cương quyết bác bỏ giáo thuyết không nhìn nhận Ngôi Con "giống Ngôi Cha trong bản tính và trong mọi sự". Có thể Liberius không hiểu thấu tiếng Hy-lạp, và ngài đã không dạy ex cathedra cho cả giáo hội. Công thức của Sirmium 351 và Sirmium 358 không hề bị hai thánh Hilariô và Athanasiô chính thức bác bỏ. Chỉ có công thức của Sirmium 357 là không thể chấp nhận và được coi là lạc thuyết.